# Famille de Suremain
La famille de Suremain est une famille subsistante de la noblesse française originaire de la ville d'Auxonne en Bourgogne, anoblie par une charge de secrétaire du roi au XVIIIe siècle sous les règnes des rois Louis XIV et Louis XV.
Elle a notamment donné un général-diplomate, un mathématicien, un ambassadeur et un champion d'aviron.

## Histoire
L'origine de la famille remonte à Hugues Suremain, marchand à Auxonne, maire de la ville au XVIe siècle. Auxonne, ville-frontière et fortifiée était un point stratégique pour la conquête des différentes puissances de l'époque. La descendance d'Hugues Suremain comprend plusieurs branches, établies en Bourgogne jusqu'au XXIe siècle, de la région de Dijon au Chalonnais.
Elle a accédé à la noblesse par une charge de secrétaire du roi à la Grande Chancellerie (1701-1724).

## Personnalités
- Charles de Suremain (1762-1835), officier et diplomate français au service du royaume de Suède durant les guerres révolutionnaires et napoléoniennes ;
- Antoine Bénigne Suremain de Missery (1767-1852), officier d'artillerie, mathématicien, membre correspondant de l'Académie des sciences ;
- Philippe de Suremain (d) (ukr) (né en 1940), diplomate français, ambassadeur en Lituanie, en Iran et en Ukraine ;
- Alberik de Suremain (1950), sportif ayant pris part aux Jeux olympiques de 1980 (aviron).

## Filiation

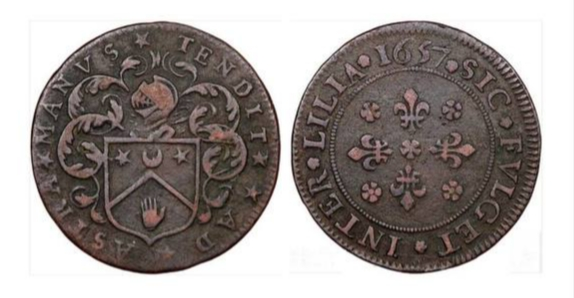
Jeton de Suremain datant de 1657 avec la devise "Manus Tendit Ad Astra" répertorié dans les jetons d'Auxonne du Grenier à Sel et au musée Carnavalet à Paris. Collection famille de Suremain.

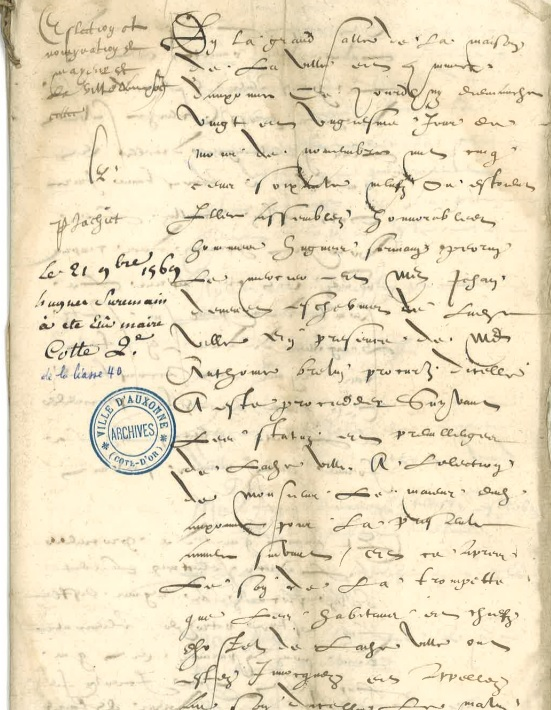
21 novembre 1569 - Auxonne - Procès-verbal de l'élection du maire Hugues Suremain.

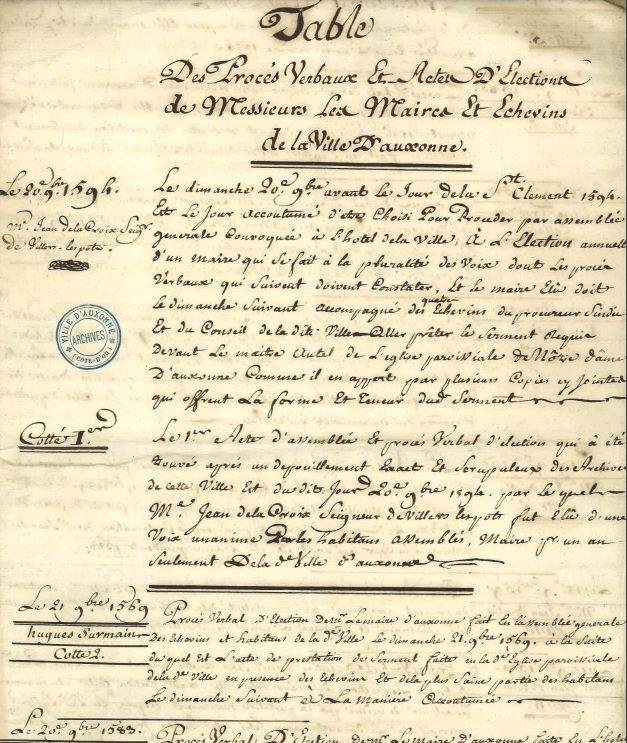
Liste des maires de la ville d'Auxonne (page 1).

La filiation de cette famille remonte au début du XVIe siècle en la personne d'Hugues Suremain
- Hugues Suremain (1503-1587), maire d’Auxonne de 1569 à 1583[3],[4] et juge-consul en 1567. Il épouse Claudine Morel.
  - François de Suremain (1554-1591), marchand bourgeois. Il épouse Geneviève Julienne Paris.
    - François de Suremain (1589-1663), vicomte-mayeur d'Auxonne, avocat au Parlement de Bourgogne, maire d'Auxonne. Le 27 septembre 1613, il épouse Catherine de Jannel, à Auxonne.
      - Hugues de Suremain (1612-1678), vicomte-mayeur d'Auxonne, avocat au parlement de Bourgogne, receveur des impositions du bailliage d’Auxonne, receveur des deniers royaux. Le 8 octobre 1641, il épouse Adrienne Mol, puis veuf épouse en secondes noces Marguerite de La Croix.
        - (2) Jean-Baptiste Suremain de Flammerans (1658-1743), seigneur de Flammerans, d’Athée et de Magny, receveur des imposition du bailliage d’Auxonne, avocat au parlement de Bourgogne, secrétaire du roi de la Grande Chancellerie (1701-1724). Il épouse Charlotte Loppin de Pontoux.
          - Philippe Suremain de Flamerans (1688-1746), conseiller au Parlement de Bourgogne, commissaire aux Requêtes du Palais. Il épouse Anne Françoise Pannelle.
            - Barbe Suremain (1723-1748) épouse son cousin Jean-Baptiste-Claude Suremain de Missery (voir ci-dessous).

          - Hugues de Suremain de Flammerans (1690-1763) écuyer, trésorier des Etats de Bourgogne et receveur des impositions au bailliage d’Auxonne. Il est nommé en 1711 lieutenant au régiment royal Comtois et fait les guerres d’Espagne sous le maréchal de Berwik. Le 14 juin 1723 à Chalon-sur-Saône, il épouse Marie-Anne Petit.
            - Jean-Baptiste-Claude Suremain de Missery (1724 à Auxonne - 1810 à Missery)[5], seigneur de Flammerans, de Missery, de Saiserey, de Vannette, de Sonnotte, de Sainte-Marie-sur-Ouche et Pont-de-Pany[5],[6],[7], conseiller laïque au parlement de Bourgogne[8] dont il démissionne en 1768[9]. Il fait reconstruire le château de Missery dans sa forme actuelle. Le 14 juin 1746, il épouse sa cousine Barbe Suremain (voir ci-dessus), puis — veuf — épouse en secondes noces Marie Denise Gabrielle de Fontettes, le 29 juin 1762[5].
              - (1) Hugues Claude Suremain de Flammerans (1747-1823) et son épouse Etiennette Perreney de Baleure émigrent en Russie pour fuir le climat de violence durant la Révolution française.
                - Pierre Jean Charles Suremain de Flammerans (1787-1854), adjudant major au Régiment de Hussard de la Garde. Chevalier de la Légion d'honneur[10].

              - (2) Antoine Bénigne Suremain de Missery (1767-1852), fait des études de mathématiques et de physique. Élève et condisciple de Napoléon Bonaparte à l’école militaire de Paris, il est nommé officier au corps royal d'artillerie. Mathématicien et physicien, il est élu membre correspondant de l'Académie des sciences. Auteur de plusieurs ouvrages, il est aussi l'un des membres fondateurs de la Société d'histoire, d'archéologie et de littérature de Beaune. Il épouse Alexandrine Emilie Viénot de Vaublanc (1770-1825)[11],[12],[13].
                - Edme Marie Louis Suremain de Missery (1806-1896), conservateur des forêts. Décoré de la Légion d'honneur[10].

              - (2) Edme Marie Suremain de Saiserey (1773-1851 ) épouse Marie Joseph Christine Durand.
                - Louis Suremain de Saiserey (1814-1892) épouse Hortense de Ségault.
                  - Maurice Suremain de Saiserey (1842-1892), garde général des Eaux et Forêts à Arnay-le-Duc. Il épouse le 30 décembre 1872 à Paray-le-Monial, Marie Zéphirine Perrin de Daron.
                    - Henri de Suremain de Saiserey (1878 à Macon - 1960 à Autun). Diplômé ingénieur de l'École des mines de Saint-Étienne (promotion 1901), il entre ensuite au séminaire de Rome en 1902. Il est ordonné prêtre le 5 juin 1905 à Autun. Il est chanoine d'Autun, directeur des œuvres du diocèse d'Autun. Il est volontaire pour être aumônier militaire au 101e régiment d'infanterie en 1914. Il est cité à l'ordre de l'Armée le 29 mars 1915 puis une nouvelle fois le 22 octobre 1915 et nommé au grade de chevalier dans l'ordre national de la Légion d'honneur. En 1917, il est cité à l'ordre de la Division, puis de nouveau à l'ordre de l'Armée le 2 décembre 1917. Il est cité à l'ordre du corps d'Armée le 23 janvier 1918 puis de nouveau à l'ordre de l'Armée le 27 août 1918 et à l'ordre du régiment le 17 novembre 1918. Titulaire de la croix de guerre 1914-1918, il est nommé officier dans l'ordre de la Légion d'honneur le 7 février 1921[14].

          - Jean-Baptiste de Suremain (1692-1765), lieutenant au régiment d’infanterie, receveur des impositions du bailliage d’Auxonne, conseiller du roi. Le 21 mai 1753, il épouse Marguerite Mol.
            - François-Alexandre de Suremain (d) (1755-1794), militaire. Officier au corps royal du Génie, subdélégué de l’intendance de Bourgogne à Auxonne, il siège à l'assemblée de la Noblesse en 1789. Il est maire d'Auxonne (d) en 1790 et administrateur du district de Saint-Jean-de-Losne en 1791. Rédacteur d’un projet de nouvelle constitution en 1793 considéré comme subversif par le régime de la Terreur, il est exclu de ses fonctions en tant que noble et parent d’émigrés puis condamné à mort par Fouquier-Tinville, accusateur public du Tribunal révolutionnaire[15]. Il est guillotiné le 1er prairial an II (le 20 mai 1794) à l'âge de 38 ans. Il épouse Marguerite Royer (1761-1815) la sœur de Pierre-Marie Royer, maire de Chalon-sur-Saône sous l'Empire. François Alexandre et les membres de sa famille entretenaient des relations avec Napoléon[16]. Il est l'ancêtre commun de tous les Suremain subsistants.
              - Pierre Alexandre de Suremain (Auxonne le 6 avril 1787[16] - 1855). Il est gendarme d'ordonnance et employé dans la guerre de Pologne. Il y est nommé brigadier, sous-lieutenant au 4e chasseurs en 1808, lieutenant en 1812, aide de camp du général Beurmann, capitaine au 16e régiment de hussards en 1813, aide de camp du maréchal Gouvion-Saint-Cyr. Il termine sa carrière militaire comme chef d'escadron au 1er régiment de hussards et prend sa retraite le 17 mai 1827[16]. Il est membre de l'ordre de Saint-Louis et décoré officier de la Légion d’honneur[10], de l’ordre espagnol de Saint Ferdinand et du Lys. Il épouse Adèle de Rosily-Mesros[17] (1796-1878), fille de l'amiral François Étienne de Rosily-Mesros[18] (1748-1832).
                - Frédéric Alexandre Etienne de Suremain (1821-1883)[19], il est enseigne de vaisseau et fait partie de l’état-major de la Belle-Poule. Il était sur cette frégate avec le prince de Joinville lorsqu'elle ramena le corps de Napoléon Ier de Sainte-Hélène. Il participa aux campagnes d'Asie, d'Afrique, d'Amérique et de Crimée. Il a aussi contribué à la prise de Bomarsund. Il fut président des écoles catholiques. Décoré chevalier de la Légion d’honneur[20].
                - Charles de Suremain (1826-1902), avocat, est à l'origine du domaine vinicole de Suremain. En 1870, il regroupe les différentes métairies familiales en un seul lieu où s'aligne plus de 200 pièces dans la même cave. Il épouse Adélaïde Carrelet de Loisy.
                  - Albert Marie Guillaume de Suremain (1865-1914), capitaine au 8e régiment de chasseurs à cheval (d’Orléans). Chevalier de la Légion d'honneur[21]. Il est au tableau d'honneur des Morts pour la France sur le champ de bataille[22].
                    - Louis Marie de Suremain (1898-1986), officier d'infanterie (chasseur à pied). Décoré chevalier de la Légion d’honneur[10] et de la Croix de Guerre Belge. Planteur au Guatemala où il meurt. Il épouse Madeleine Perret.
                      - Christian de Suremain (1922 au Guatemala - 2008 à Beaune)[23], officier d’infanterie de la Légion étrangère. Colonel du Cadre Spécial Honoraire. Chevalier de la Légion d’honneur[10].
                        - Alberik de Suremain (1950) est un athlète guatémaltèque. Il a participé à l'épreuve d'aviron à deux sans barreur masculin aux Jeux olympiques d'été de 1980 à Moscou[24].

                    - Robert de Suremain (1905-1988) épouse Germaine Thomas Tassin Moncourt (1904-1991).
                      - Guy de Suremain (1931-2023) épouse Annick Morel (1935).
                        - Marie-Albane de Suremain (d), coauteure de plusieurs ouvrages : Atlas des empires coloniaux en 2018, Grand Atlas des empires coloniaux en 2019, Enseigner les traites, les esclavages, les abolitions et leurs héritages et (Re)appropriations des savoirs. acteurs, territoires, processus, enjeux, 2021 ; Les sociétés africaines et le monde : une histoire connectée, éditions Atlande, 2022.

                    - Henri de Suremain (1908-1947) épouse Ghislaine Marie Ida Eugénie Dollot.
                      - Philippe de Suremain (uk) (1940), diplomate du cadre d'Orient, ministre plénipotentiaire, ambassadeur de France en Lituanie (1991-1996), en Iran (1998-2001) et en Ukraine (2002-2005). Il consacre l'essentiel de sa carrière aux pays de l'Europe de l'Est[25],[26]. Par décret du président de la République en date du 3 juillet 1991, il est promu au grade de ministre plénipotentiaire de 2e classe au 1er échelon[27], puis par décret du Président de la République en date du 14 avril 1994, il est promu ministre plénipotentiaire de 1re classe[28]. Le 31 décembre 1997, il est nommé au grade de chevalier dans l'ordre national de la Légion d'honneur au titre de « ministre plénipotentiaire à l'administration centrale ; 32 ans de services civils et militaires »[29]. Il est fait chevalier de l'ordre national du Mérite le 20 juin 1981 puis promu au grade d'officier dans l'ordre le 30 avril 2002 au titre de « co-président du groupe de Minsk de l'Organisation pour la sécurité et la coopération en Europe »[30]. Il épouse Françoise Salomon.
                        - Alexis de Suremain (1967). Il est humanitaire au Tadjikistan puis en Moldavie pour l'organisation non gouvernementale internationale Pharmaciens sans frontières. Il est ensuite en Birmanie pour Médecins du monde. En 2001, il s'établit avec sa femme au Cambodge, où il est entrepreneur[31].

                  - Edouard de Suremain (1872-1947), bâtonnier et propriétaire récoltant à Mercurey au château du Bourgneuf. Le domaine familial produit du vin depuis 1870. Edouard de Suremain est le créateur en 1923 de l'appellation d’origine contrôlée (AOC) « mercurey »[32]. Il a favorisé le développement de cette appellation en France et à l’international. Le 18 juin 1902 à Rully, il épouse Catherine Bernard de Montessus de Rully, puis — veuf — épouse en secondes noces Geneviève Mareschal de Charentenay.
                    - (2) Hugues de Suremain (1918-2004), développe l'appellation « mercurey ». En 1949, il crée la Confrérie de la Saint-Vincent et disciples de la Chanteflûte. Il épouse Hélène Le Febvre de Saint-Germain.
                      - Yves de Suremain (1955) poursuit le développement de l'appellation « mercurey ».
                        - Loic de Suremain (1980) poursuit le développement de l'appellation « mercurey ».

                    - Paule de Suremain (1920-2017), en religion mère Aguilberte II. De 1966 à 1995, elle est supérieure de l'abbaye Notre-Dame de Jouarre, l’une des plus anciennes et importantes abbayes de France. Elle est également présidente de la Fédération des monastères consacrés au Cœur immaculé de Marie de 1974 à 1987[33] et notoire pour sa recette de la soupe aux cerises[34].
                    - Michel Marie Henri de Suremain (1923-2014), ancien élève de l'École spéciale militaire de Saint-Cyr et de l'École de guerre et général de brigade. Ancien résistant. Après une longue carrière militaire à l’étranger et en France en tant qu’officier d’infanterie à la Légion étrangère, il devint président des amitiés Charles de Foucaud qui fut béatifié par l’église. Il se passionnait pour le Sahara. Commandeur de la Légion d’honneur et croix de guerre des théâtres des opérations extérieures. Il épouse Cécile de la Cropte de Chantérac.
                      - Charles de Suremain épouse Agnès Meyrand.
                        - Richard de Suremain (1979), promu au grade de commandant en date du 1er août 2013[35].

              - Charles Victor de Suremain (1793-1851), lieutenant chasseur à cheval de la Garde Royale, peintre. Le 12 janvier 1820 à La Rochelle, il épouse Marie Louise Eugénie Sabatier de Lachadenède.
                - Paul Gabriel de Suremain (1833-1911), entré à l'École spéciale militaire de Saint-Cyr en octobre 1853. Nommé lieutenant au 2e régiment de chasseurs à cheval, il participe à la campagne d’Italie. Décoré de la Légion d’honneur[10].

            - Charles de Suremain (1762-1835)[36] émigre en 1792 en Suède pour se mettre au service du royaume de Suède contre les guerres révolutionnaires et napoléoniennes. Il participe à la bataille des Nations à Leipzig en 1813 qui a vu la défaite de l’armée napoléonienne. Il est décoré par le tsar Alexandre 1er de la Grand-Croix de Sainte-Anne et de Saint-Vladimir, cette dernière lui confère un titre de noblesse héréditaire. Il est aussi titulaire de la Grand-Croix de l'Epée de Suède, et décoré chevalier de Saint-Louis.

          - Augustin de Suremain (1695-1755), reçu chevalier de l'ordre de Malte à l’âge de vingt ans, il fait ses vœux au grand prieuré de Bulesmes en 1719, puis finit commandeur de Braux[37].

## Châteaux

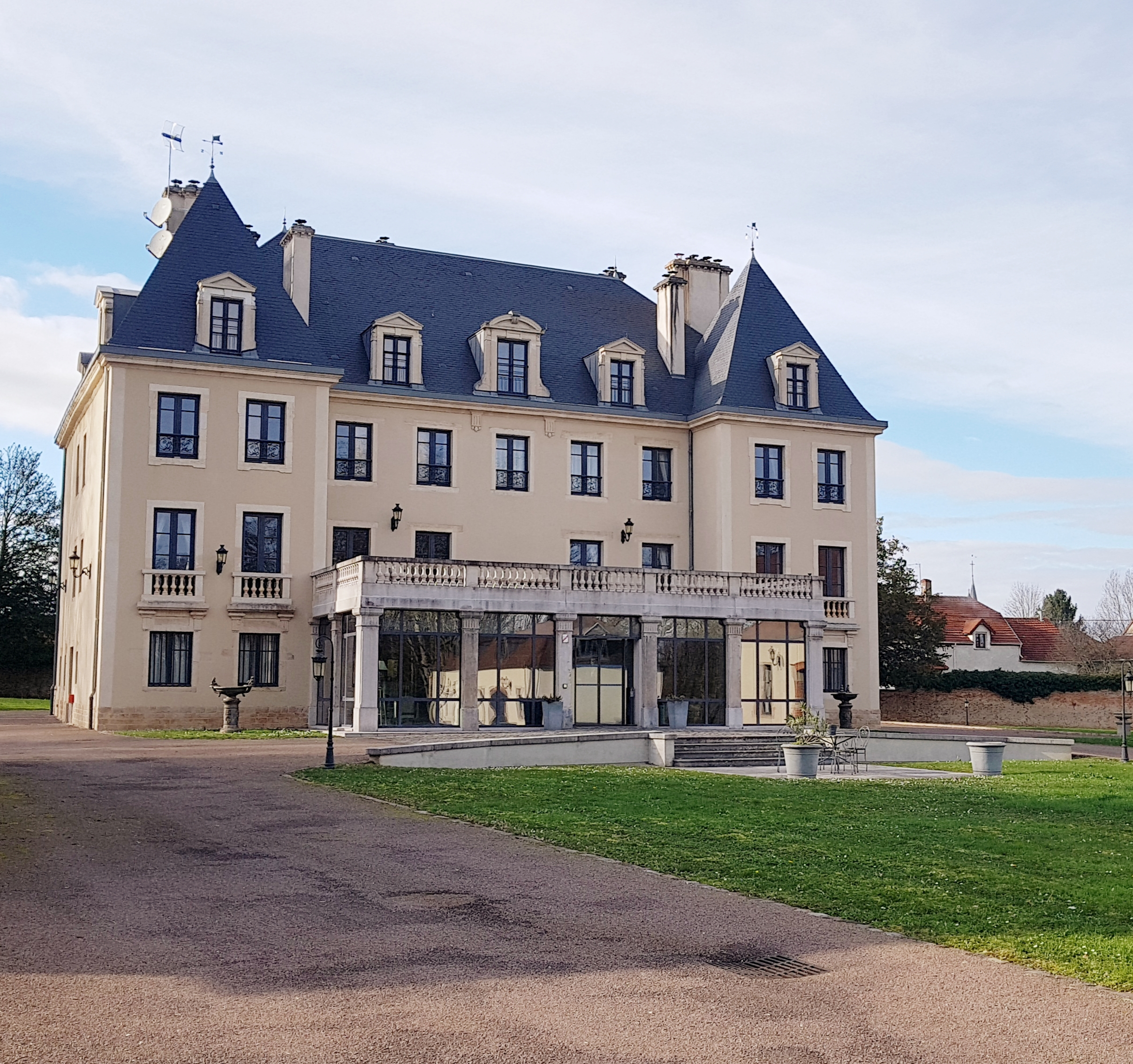
Château de Flammerans
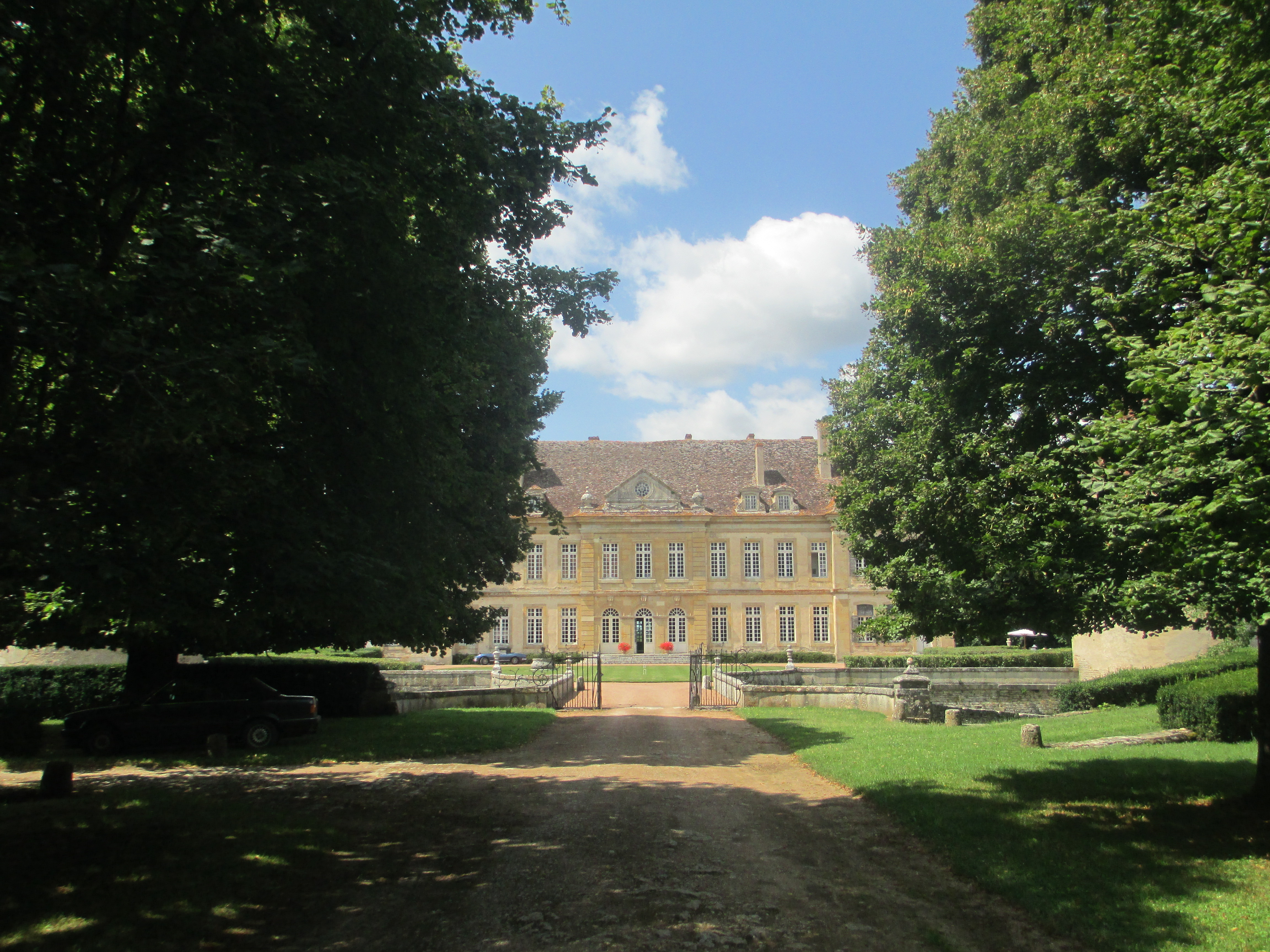
Château de Missery
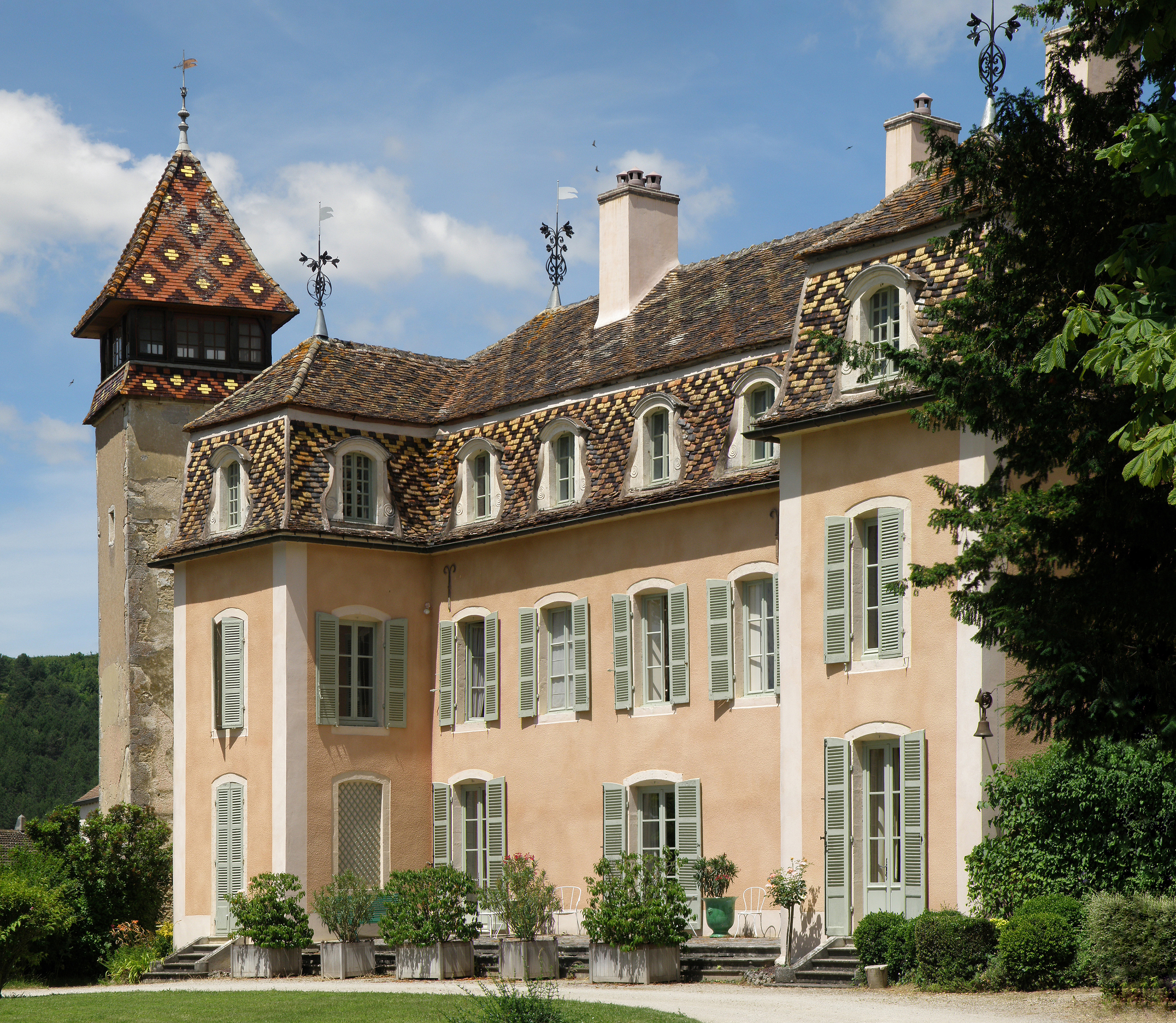
Château de Monthelie
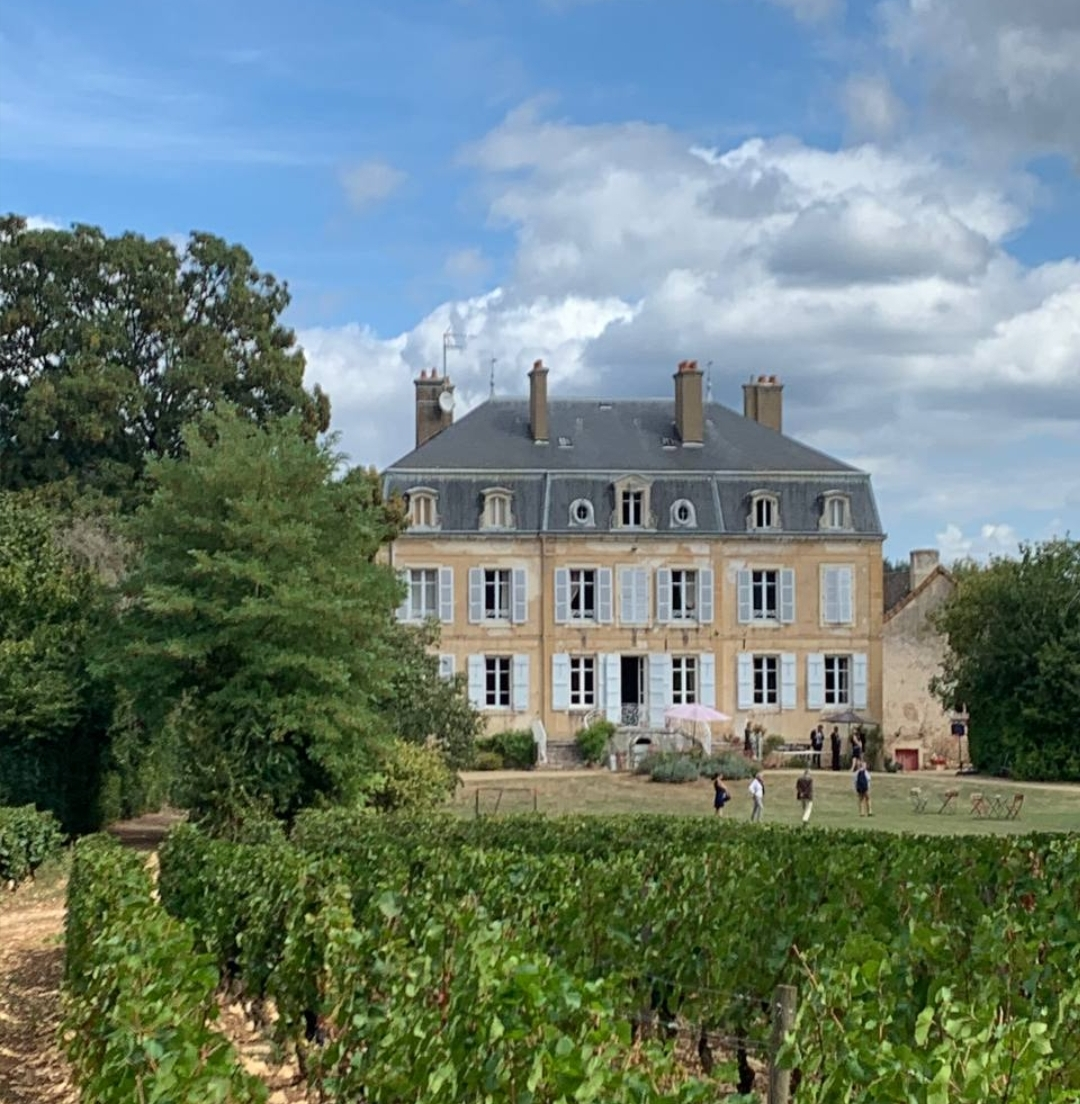
Château du Bourgneuf

## Portraits

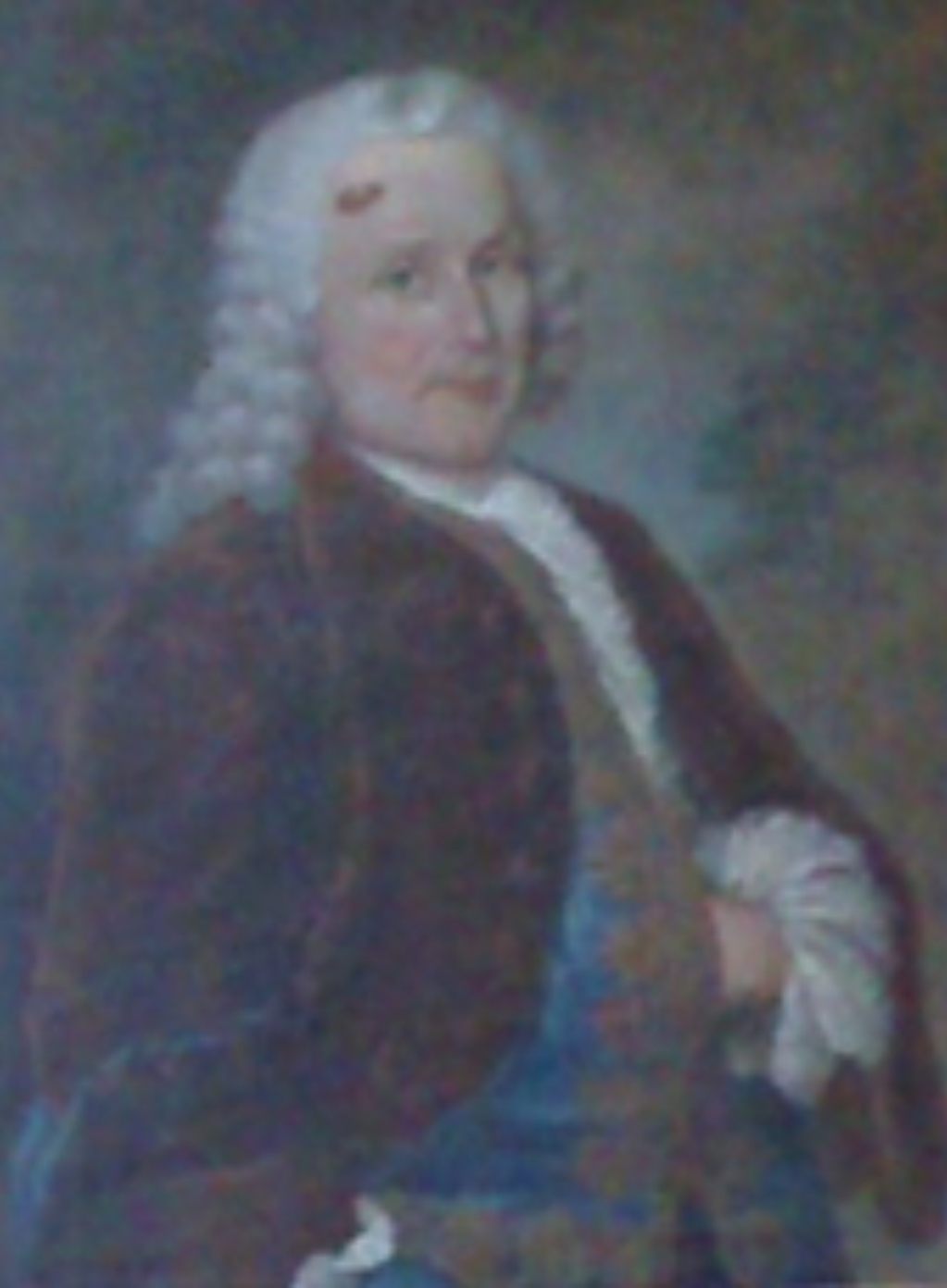
Jean-Baptiste Suremain de Flammerans 30.03.1658 - 28.11.1743
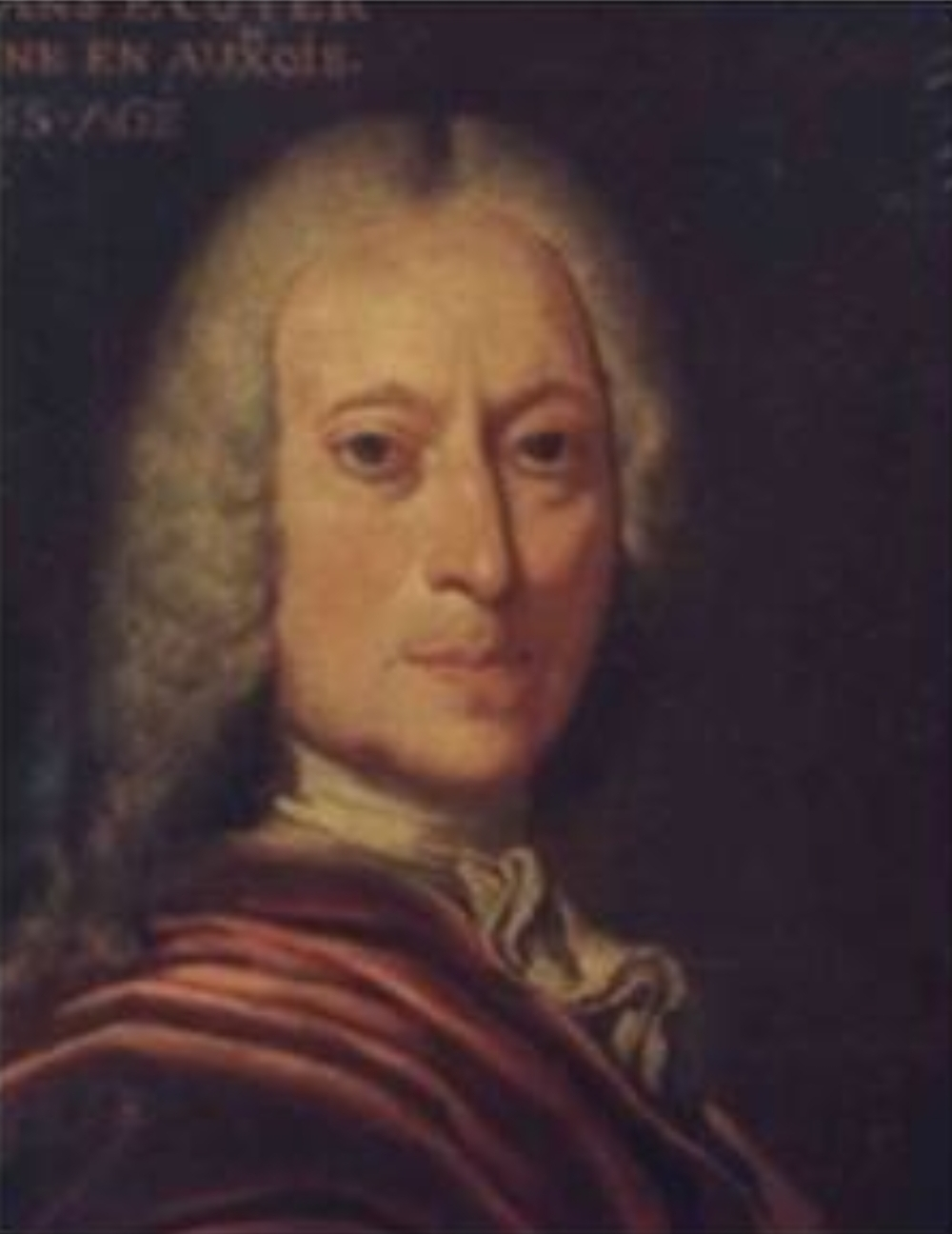
Hugues Suremain de Flammerans 15.01.1690 - 22.04.1763
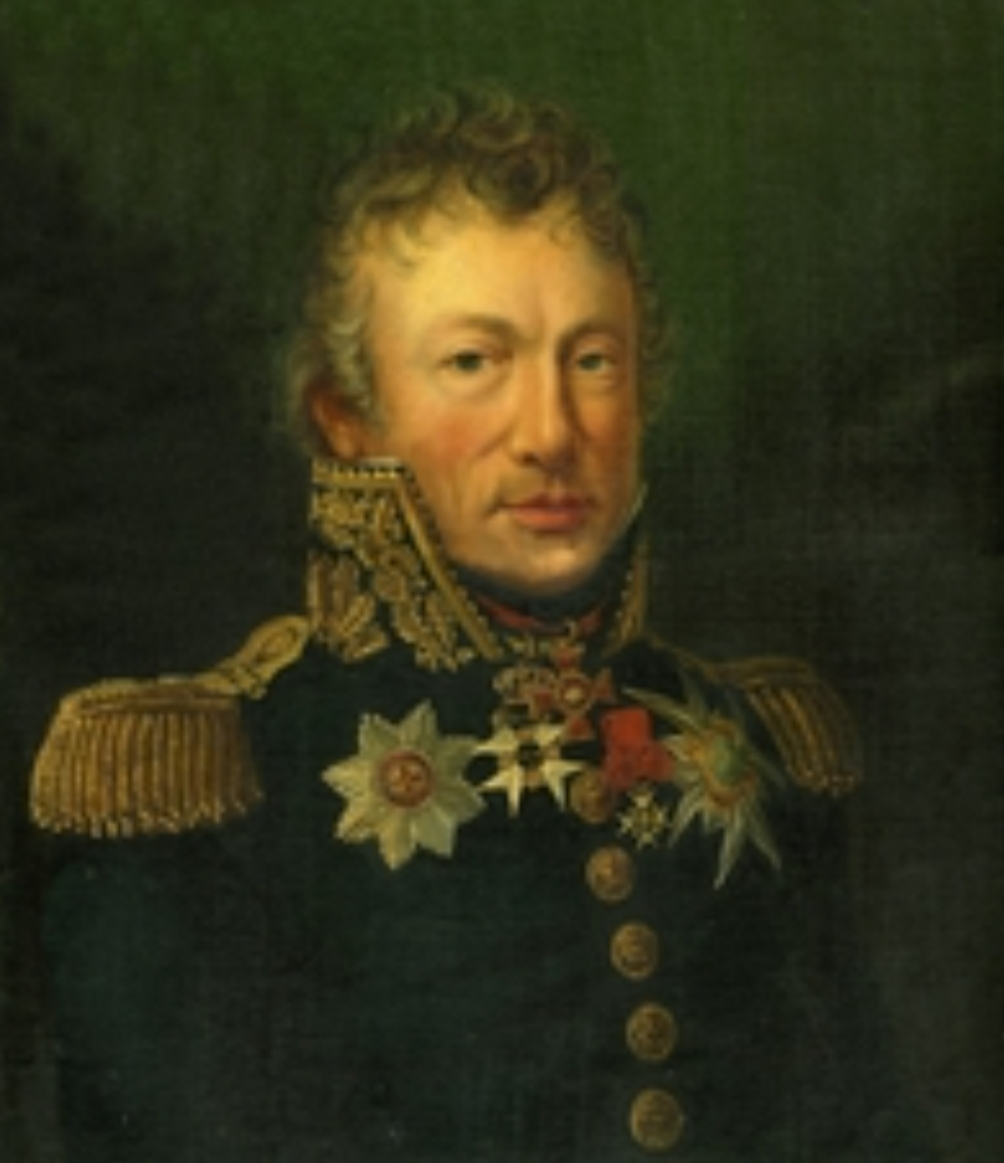
Charles de Suremain 9.10.1762 - 24.09.1835
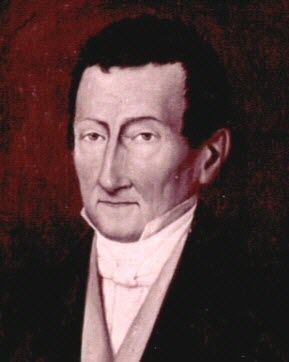
Antoine-Bénigne Suremain de Missery 25.01.1767 - 13.04.1852
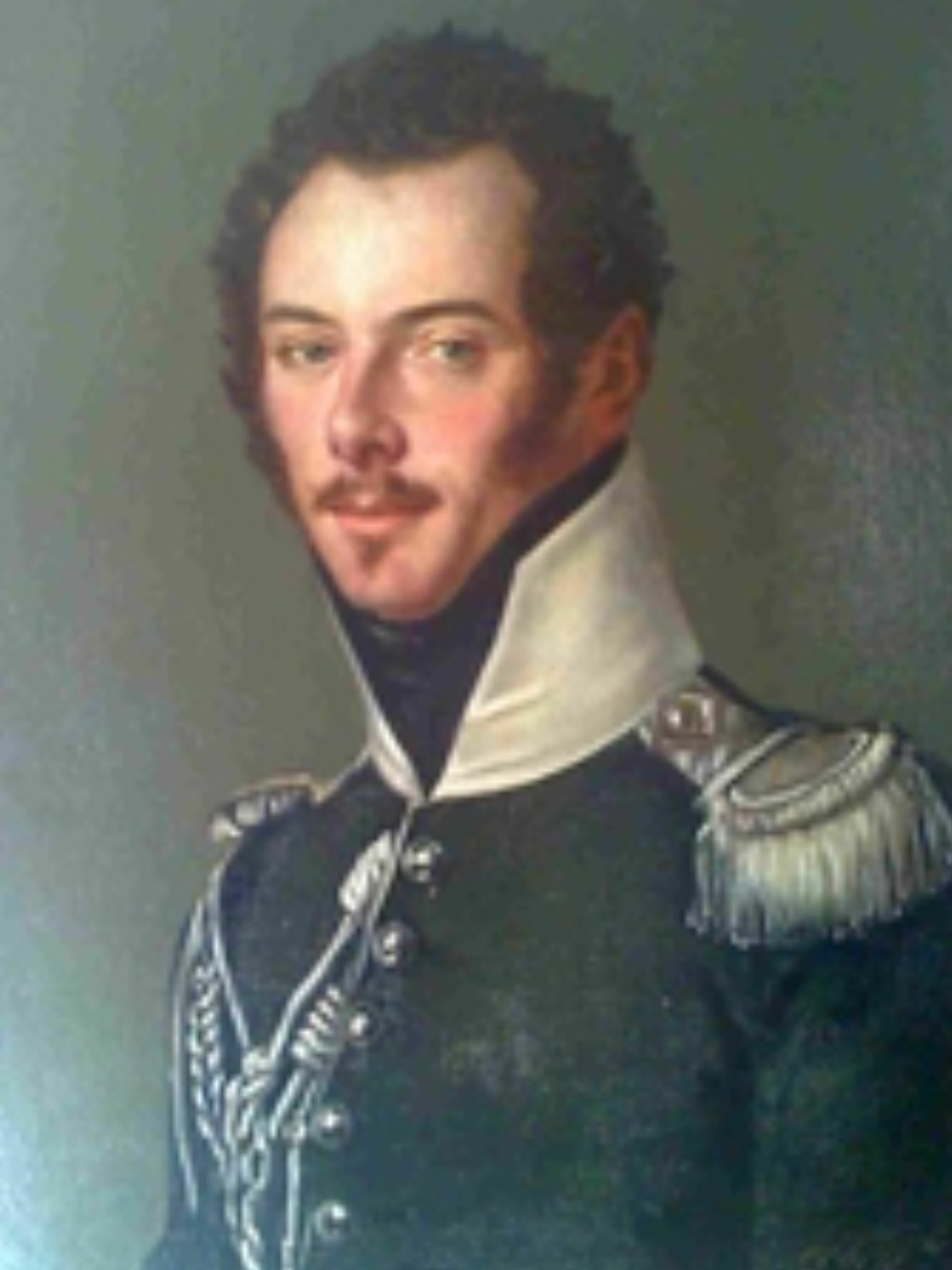
Charles Victor de Suremain 16.09.1793 - 21.06.1851
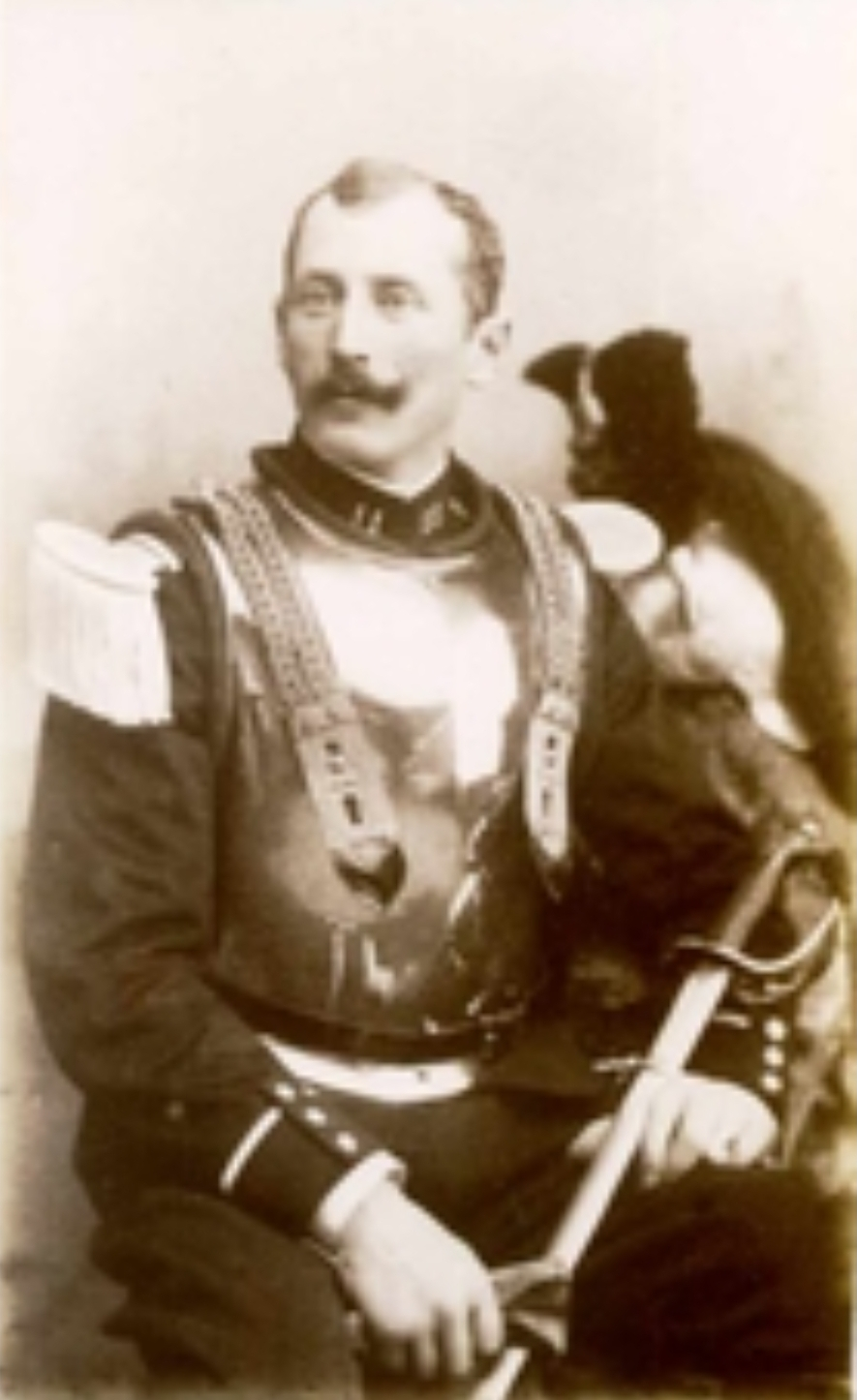
Albert de Suremain 14.08.1865 - 10.11.1914

## Alliances
Les principales alliances de la famille de Suremain sont : Royer, Burger, Buttard des Montots, Loppin de Pontoux, Pelleterat de Borde, de la Croix, Bourrée de Corberon, de La Forest-Divonne, Seguin de la Mothe, Perreney de Baleure, Rosily de Mesros, Caussin de Perceval, Brunet de Monthelie, Carrelet de Loisy, Bernard de Montessus de Rully, de Montillet de Grenaud, Masson d’Autume, de Grasset, Brac de La Perrière, Launay du Coedic de Kergoaler, Lefevre de Saint Germain, La Cropte de Chantérac, Le Bœuf de Valdahon, Thomas-Tassin de Moncourt, Monroe of Foulis, Mareschal de Charentenay, Bastard de Saint-Denis, Thibaut de Ménonville, Teste d'Armand.